# Kleine Sluis (Noord-Holland)
Kleine Sluis is een woonplaats in de gemeente Hollands Kroon in de Nederlandse provincie Noord-Holland. Het gemeentehuis van Hollands Kroon staat in Kleine Sluis.
Kleine Sluis ligt direct naast Anna Paulowna, de plaatsen lopen in elkaar over, om die reden wordt de woonplaats niet als apart dorp gezien. Van oorsprong is het het oostelijke deel en noordelijke deel van Anna Paulowna. Met Kleine Sluis wordt tegenwoordig vooral het noordelijke deel bedoeld, rond de Molenvaart. Kleine Sluis en Anna Paulowna tellen samen ongeveer 7300 inwoners.
In de negentiende eeuw ontstond de kern rond de kleine sluis die was neergelegd tussen het Hooge Oude Veer en het Lage Oude Veer. De kern groeide vrij snel. De twee kernen, Anna Paulowna en Kleine Sluis groeiden in de loop van de twintigste eeuw naar elkaar toe. Sindsdien vormen ze zo goed als een eenheid. Tussen 1980 en 1995 bleef het aantal inwoners vrijwel gelijk. Na 1995 zette de groei weer iets aan.
Schrijfster Catalijn Claes is geboren in Kleine Sluis in 1932.
Dorpen en gehuchten: Anna Paulowna · Barsingerhorn · Breezand · Den Oever · Haringhuizen · Hippolytushoef · De Haukes · Kleine Sluis · Kolhorn · Kreil · Kreileroord · Lutjewinkel · Middenmeer · Moerbeek · Nieuwe Niedorp · Nieuwesluis · Oosterklief · Oosterland · Oude Niedorp · Slootdorp · Smerp · Stroe · De Strook · Terdiek · Tolke (deels) · Van Ewijcksluis · Vatrop · 't Veld · Verlaat (deels) · Westerklief · Westerland · Wieringerwaard · Wieringerwerf · Winkel · Zijdewind

Buurtschappen: Blokhuizen · Dam · De Belt · De Bomen · De Elft · Emaus · Gelderse Buurt · De Gest · Groetpolder · Hanedoes · De Heid · De Hoelm · Hogebieren · Hollebalg · De Kampen · Langereis (deels) · De Leijen · Lutjekolhorn · Mientbrug · Noord-Stroe · Noordburen · Noorderbuurt · De Normer · Poolland · Spoorbuurt · Tin · Vennik (deels) · Wateringskant · De Weel (deels) · De Weere · Westeinde  · Zandburen

Noord-Holland: Steden en dorpen    Nederland: Provincies · Gemeenten